# Mammillaria sphacelata
Mammillaria sphacelata là một loài thực vật có hoa trong họ Cactaceae. Loài này được Mart. mô tả khoa học đầu tiên năm 1832.

## Hình ảnh

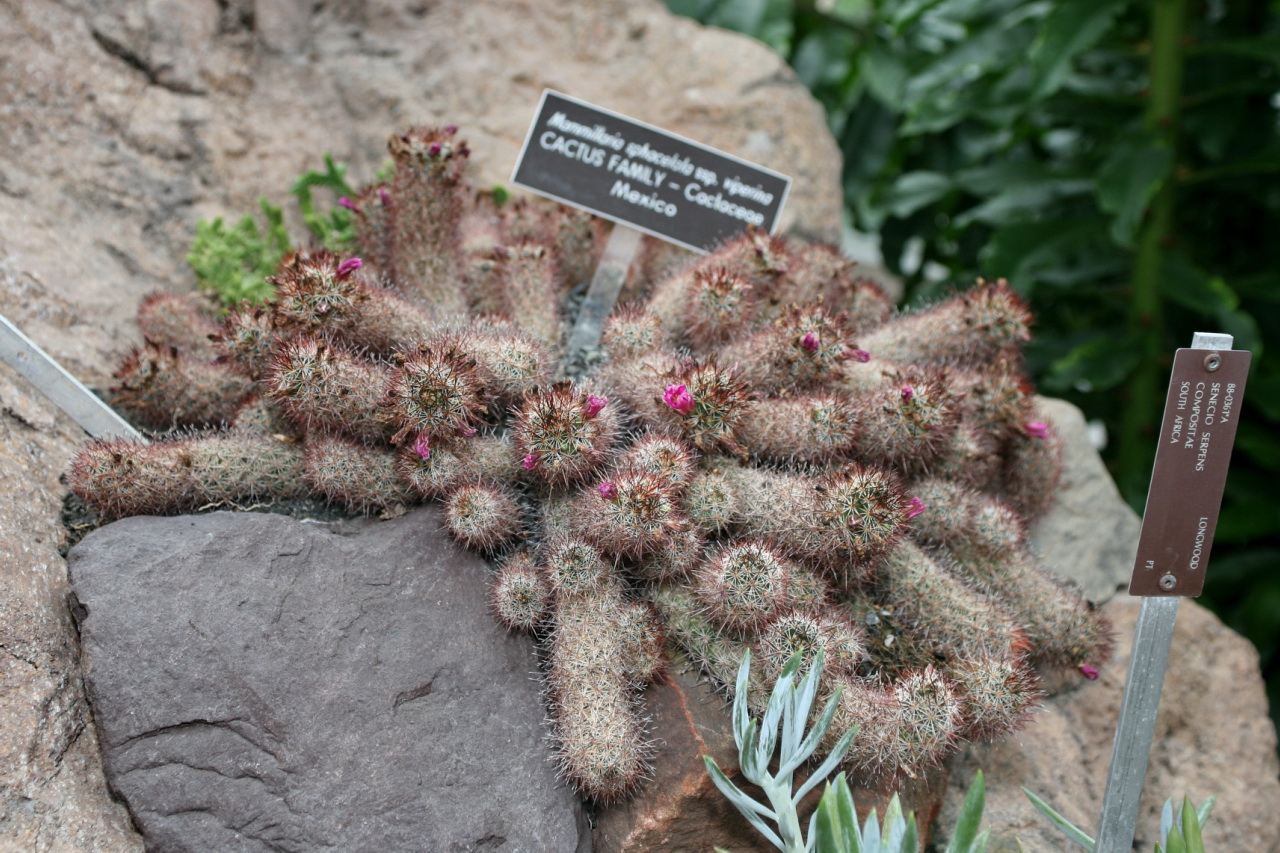
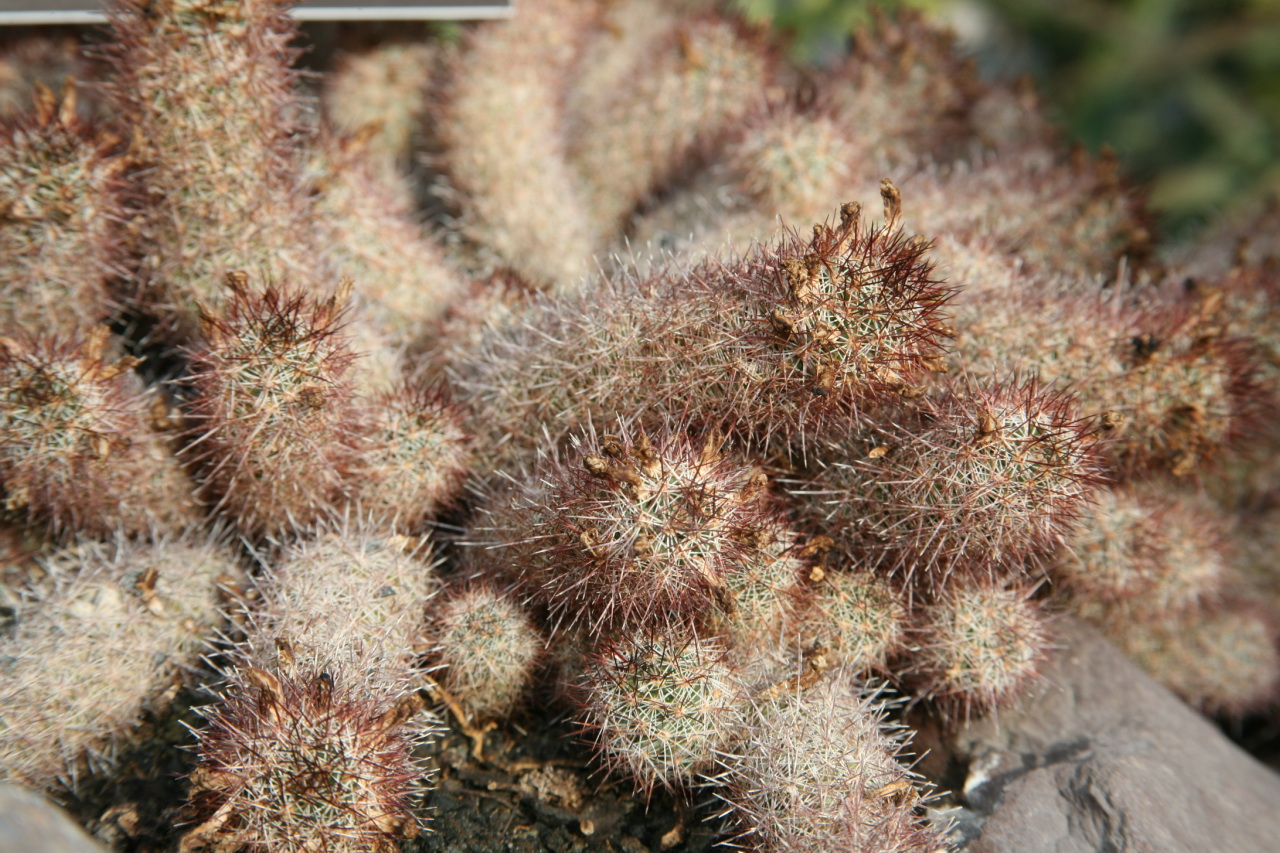